# Эндо, Ясухито
Ясухи́то Э́ндо (яп. 遠藤 保仁 Эндо: Ясухито, род. 28 января 1980[…], Сакурадзима, Кагосима) — японский футболист, опорный полузащитник. Выступал за сборную Японии. Участник трёх чемпионатов мира, победитель Кубка Азии 2004 года и Кубка Азии 2011 года. Рекордсмен Японии по количеству матчей за сборную — 152.

## Карьера
Свою профессиональную карьеру Эндо начал в клубе «Иокогама Флюгельс», затем два сезона отыграл за «Киото Санга». С 2001 года выступал за «Гамба Осака», проведя за это время в её составе в различных турнирах более 300 матчей.
В национальной сборной Ясухито Эндо дебютировал 20 ноября 2002 года в матче со сборной Аргентины. Эндо был включён в заявку Японии на чемпионат мира 2010, который стал вторым чемпионатом мира для него. В 2015 году он завершил выступление за сборную Японии, проведя за неё 152 матча и забив 15 голов.

## Достижения
Клубные
Гамба Осака
- Чемпион Японии: 2005, 2014
- Обладатель Кубка Джей-лиги: 2007, 2014
- Обладатель Суперкубка Японии: 2007
- Победитель Лиги чемпионов АФК: 2008
- Обладатель Кубка Императора: 2008, 2009, 2014

Сборная Японии
- Финалист молодёжного чемпионата мира: 1999
- Чемпион Азии: 2004, 2011

Личные
- Футболист года в Японии: 2008
- В символической сборной Джей-лиги (11): 2003, 2004, 2005, 2006, 2007, 2008, 2009, 2010, 2011, 2012, 2014
- Футболист года в Азии: 2009
- Лучший игрок Лиги чемпионов АФК: 2008

## Личная жизнь
Брат футболиста Акихиро Эндо.